# Stampa con lamina a caldo
Il concetto che sta alla base della stampa con lamina a caldo è semplice.
Il processo è ottenuto attraverso un'incisione/cliché che viene fissata sulla platina, e poi riscaldata. Il foil viene interposto tra il supporto da stampare e l'incisione/cliché; quando quest'ultima pressa contro il foglio, il calore distacca lo strato colorante del foil che va ad applicarsi sul foglio stesso. Tale tecnica (se non espressamente specificato, si sottintende sempre la stampa a caldo in similoro su piano o per labbratura) non produce il rilievo dell'immagine di per sé, a meno che non vengano utilizzate incisioni particolari per produrre, in combinazione, anche il rilievo. Essa è inoltre l'unico processo di stampa capace di apportare brillantezza ed effetti metallici, che non perdono mai la loro lucentezza; sia su carta, che su cartone e perfino su plastica ed altri supporti. Ma i foil non si limitano a dare finiture effetto metalliche, come l'oro, l'argento o simili alla foglia oro, ma sono disponibili anche in una ampia varietà di colori ed effetti quali il marmo, la pelle, le venature di legno, la perlescenza, i motivi ripetuti, gli ologrammi, i pigmenti e le tinte tenui, con finiture sia opache che lucide.

## Struttura del foil
La maggior parte dei foil è composta da cinque strati:
- strato di base in poliestere: utilizzato per proteggere gli altri strati e per consentire l'arrotolamento;
- strato di rilascio: permette agli altri strati di staccarsi dalla base protettiva, grazie all'applicazione di calore e pressione;
- strato di colore: reca ovviamente il colore, sotto forma di pigmenti organici e inorganici. Molto spesso questo strato è trasparente o traslucido, permettendo così l'utilizzo di un quarto strato metallico;
- strato metallico: è generalmente composto di alluminio o polveri di PVC, per creare la proprietà di riflesso o di opacità che si desidera nei foil metallici;
- strato adesivo: serve a fissare il foil al supporto da stampare. Le caratteristiche di stampabilità dei vari foil sono principalmente determinate dalla presenza, in questo strato, di più o meno adesivo.

Salienti sono le differenze tra i foil: non solo le caratteristiche di colore e di superficie sono determinanti, ma anche quelle di durata, resistenza chimica, allo sfregamento e alla perdita di colore, fragilità, opacità e aderenza. E pure differenti compagnie producono una gamma di foil che possono variare ampiamente. Perfino foil che sembrano identici, possono avere caratteristiche diverse, che non sono immediatamente individuabili, perché magari sono progettati per differenti applicazioni.
Come ogni altro mezzo creativo, queste caratteristiche dovranno essere percepite come un'opportunità esplorativa: infatti esse sono tutte variabili essenziali che influenzano il successo del progetto iniziale, al pari della qualità intrinseca dei supporti selezionati e della profondità e complessità delle incisioni. La stampa a caldo è un processo straordinariamente versatile di nobilitazione grafica e valorizzazione delle immagini, anche per supporti su cui le tecniche di stampa convenzionali non possono essere applicate.